# 楓葉號列車
楓葉號列車（英語：Maple Leaf）是由美鐵和維亞鐵路通過帝國走廊在紐約賓夕法尼亞車站和多倫多聯合車站之間運營的國際客運列車。它提供每日都雙向服務，544英里（875公里）的行程大約需要12小時，其中包括美國或加拿大海關和移民署在紐約的尼亞加拉瀑布城或安大略的尼亞加拉瀑布城進行檢查的兩個小時。雖然列車只使用美鐵车底，但該列車乘务工作在加拿大由維亞的工作人員担当，在美國由美鐵工作人員担当。該線路的服務起始於1981年。